# 7 يونيو
- السبت
- الأحد
- الاثنين
- الثلاثاء
- الأربعاء
- الخميس
- الجمعة

- 314 ذو الحجة 1446  هـ
- 15 ذو الحجة 1446  هـ
- 26 ذو الحجة 1446  هـ
- 37 ذو الحجة 1446  هـ
- 48 ذو الحجة 1446  هـ
- 59 ذو الحجة 1446  هـ
- 610 ذو الحجة 1446  هـ
- 711 ذو الحجة 1446  هـ
- 812 ذو الحجة 1446  هـ
- 913 ذو الحجة 1446  هـ
- 1014 ذو الحجة 1446  هـ
- 1115 ذو الحجة 1446  هـ
- 1216 ذو الحجة 1446  هـ
- 1317 ذو الحجة 1446  هـ
- 1418 ذو الحجة 1446  هـ
- 1519 ذو الحجة 1446  هـ
- 1620 ذو الحجة 1446  هـ
- 1721 ذو الحجة 1446  هـ
- 1822 ذو الحجة 1446  هـ
- 1923 ذو الحجة 1446  هـ
- 2024 ذو الحجة 1446  هـ
- 2125 ذو الحجة 1446  هـ
- 2226 ذو الحجة 1446  هـ
- 2327 ذو الحجة 1446  هـ
- 2428 ذو الحجة 1446  هـ
- 2529 ذو الحجة 1446  هـ
- 261 محرم 1447  هـ
- 272 محرم 1447  هـ
- 283 محرم 1447  هـ
- 294 محرم 1447  هـ
- 305 محرم 1447  هـ
- 16 محرم 1447  هـ
- 27 محرم 1447  هـ
- 38 محرم 1447  هـ
- 49 محرم 1447  هـ

7 يونيو أو 7 حُزيران أو 7 يونيه أو يوم 7 \ 6 (اليوم السابع من الشهر السادس) هو اليوم الثامن والخمسون بعد المئة (158) من السنوات البسيطة، أو اليوم التاسع والخمسون بعد المئة (159) من السنوات الكبيسة وفقًا للتقويم الميلادي الغربي (الغريغوري). يبقى بعده 207 يوما لانتهاء السنة.

## أحداث
- 1099 - طلائع الصليبيين تصل إلى مدينة القدس تمهيدًا لاحتلالها بعد أن استطاعت السيطرة على الجزء الأكبر من بلاد الشام.
- 1914 - أول سفينة تعبر قناة بنما.
- 1929 - مدينة الفاتيكان تصبح دولة مستقلة.
- 1944 - قوات ألمانيا النازية تعدم 23 من أسرى الحرب الكنديين في نرمندية الفرنسية وذلك بعد يوم من إنزال قوات الحلفاء فيها.
- 1948 - مقتل 43 يهودي وفرنسي واحد في أحداث شغب وجدة وجرادة.
- 1966 - ملك المغرب الحسن الثاني يقرر إعلان الأحكام العرفية وتعليق العمل بالدستور وذلك لمواجهه الإستياء الشعبي والإضطرابات السياسية التي تتعرض لها البلاد.
- 1967 - إسرائيل تحتل كامل القدس الشرقية.
- 1981 - مقاتلات إف-16 فايتينغ فالكون تابعة للقوات الجوية الإسرائيلية تقصف المفاعل النووي العراقي وذلك بذريعة منع العراق من صناعة سلاح نووي.
- 1989 - طائرة تابعة «لخطوط سورينام الجوية» تتحطم بالقرب من «مطار جوهان أدولف بينجال الدولي» بالقرب من العاصمة باراماريبو تؤدي إلى مقتل 168 شخص.
- 2006 - مقاتلات إف-16 فايتينغ فالكون الأمريكية تقصف مخبأ أبو مصعب الزرقاوي وترديه قتيلًا.
- 2009 -
  - إجراء انتخابات مجلس النواب اللبناني وسط إقبال كثيف وغير مسبوق، وأجريت الانتخابات حسب قانون الانتخاب لعام 1960 ويأتي ذلك استكمالًا لاتفاق الدوحة الذي وقع قبل عام.
  - السعودية والكويت وقطر والبحرين يوقعون في الرياض على اتفاقية إقامة الوحدة النقدية الخليجية الموحدة التي تضمهم، وقد كانت الإمارات قد إنسحبت إحتجاجًا على اختيار الرياض مقرًا للبنك المركزي الخليجي، بينما لم تدخلها سلطنة عمان منذ البداية.
- 2012 - تنفيذ حكم الإعدام بعبد حمود سكرتير الرئيس السابق صدام حسين وذلك لإدانته بجرائم إبادة جماعية.
- 2014 -
  - يوجين غوستمان أول برنامج ذكاء اصطناعي يجتاز اختبار تورنغ وذلك بإقناعه 33% من الحكام بأنه طفل أوكراني عمره 13 سنة.
  - رئيس الإمارات العربية المتحدة، خليفة بن زايد آل نهيان، يُصدر قانونًا اتحاديًّا بتطبيق التجنيد الإجباري على الرجال الإماراتيين.
- 2015 -
  - إنتهاء الدورة 114 من رولان غاروس بفوز سيرينا ويليامز في فئة السيدات، وستانيسلاس فافرينكا في فئة الرجال.
  - حزب العدالة والتنمية يحوز العدد الأكبر من الأصوات، لكنه يخسر الأغلبية المطلقة في الانتخابات التشريعية التركية.
- 2016 - مقتل 11 شخصاً على الأقل وإصابة 36 آخرين في تفجير حافلة للشرطة التركية في إسطنبول.
- 2017 -
  - هجومان مسلحان متزامنان يستهدفان مبنى مجلس الشورى وضريح الخميني، يسفر عن مقتل 17 شخصًا وإصابة 40 بجروح.
  - مَصرع 122 شخصاً بعد سقوط طائرة عسكرية ميانمارية في بحر أندامان.
  - رئيس إقليم كردستان مسعود برزاني يعلن عن تحديد يوم 25 سبتمبر 2017 موعدا لإجراء استفتاء استقلال كردستان العراق في المستقبل عن العراق.
  - اكتشاف بقايا بشرية في جبل إيغود في المغرب، تصحح عمر الإنسان العاقل على سطح الأرض من 195 ألف سنة إلى 300 ألف سنة.
- 2018 - وكالة ناسا تعلن اكتشاف جزيئات عضوية معقدة في المريخ من عينات جمعتها مركبة كوريوستي الجوالة من فوهة غيل.
- 2021 - تصادم قطارين في مقاطعة غوتكي الباكستانية يؤدي لمقتل 63 شخصًا.
- 2022 - إعلان الموافقة على تعديلات دستورية واسعة النطاق في كازاخستان بعد موافقة 77.18% من المصوتين في الاستفتاء، بنسبة تصويت بلغت 68.05%.

## مواليد
- 1770 - روبرت جنكنسون، رئيس وزراء المملكة المتحدة.
- 1812 - سيف الدولة القاجاري، أمير من السلالة القاجارية.[1]
- 1837 - ألويس هتلر، والد أدولف هتلر.
- 1840 - كارلوتا، إمبراطورة المكسيك.
- 1848 - بول غوغان، رسام فرنسي.
- 1862 - فيليب أنتون لينارد، عالم فيزياء هنغاري حاصل على جائزة نوبل في الفيزياء عام 1905.
- 1877 - تشارلس غلوفر باركلا، عالم فيزياء إنجليزي حاصل على جائزة نوبل في الفيزياء عام 1952.
- 1896 -
  - روبرت موليكن، عالم كيمياء أمريكي حاصل على جائزة نوبل في الكيمياء عام 1966.
  - إيمري ناج، رئيس وزراء هنغاريا.
- 1909 - فيرجينيا أبغار، طبيبة أمريكية.
- 1917 - دين مارتن، ممثل أمريكي.
- 1923 - محمود مرسي، ممثل مصري.
- 1939 - محمد العماري، عسكري جزائري.
- 1942 - معمر القذافي، قائد انقلاب 1969 في ليبيا.
- 1945 - فولفغانغ شوسل، سياسي نمساوي.
- 1952 -
  - ليام نيسون، ممثل من أيرلندا الشمالية.
  - أورخان باموق، روائي تركي حائز على جائزة نوبل في الأدب لعام 2006.
- 1953 - نسيب البيطار، إعلامي إماراتي من أصول أردنية.
- 1962 - راغب علامة، مغني لبناني.
- 1966 - أحمد بشير العيلة، شاعر وروائي فلسطيني.
- 1970 - كافو، لاعب كرة قدم برازيلي.
- 1971 - رباب كنعان، ممثلة سورية.
- 1972 - كارل أوربان، ممثل نيوزيلندي.
- 1973 - رندة مرعشلي، ممثلة سورية.
- 1978 -
  - محمد المقرن، شاعر سعودي.
  - طلال المشعل، لاعب كرة قدم سعودي.
- 1981 -
  - آنا كورنيكوفا، لاعبة كرة مضرب روسية.
  - إنزو فورتوني، ممثل أداء صوتي مكسيكي.
  - إيما شاه، ممثلة ومغنية كويتية.
- 1982 - باسل محرز، إعلامي سوري.
- 1987 - محمد السالم، مغني عراقي
- 1988 - مايكل سيرا، ممثل كندي.
- 1992 - ميار الغيطي، ممثلة مصرية.

## وفيات
- 1012 - ابن فطيس، عالم مسلم وقاضي أندلسي.
- 1329 - الملك روبرت الأول، ملك اسكتلندا.
- 1894 - السُلطان الحسن الأوَّل، سُلطان مَغْرِبِي.
- 1942 - راينهارد هايدريش، ضابط ألماني نازي ومهندس تهجير وإبادة اليهود في الحرب العالمية الثانية.
- 1978 - رونالد نوريش، عالم كيمياء بريطاني حاصل على جائزة نوبل في الكيمياء عام 1967.
- 1995 - الشيخ إمام، مغني وملحن مصري.
- 2003 - المشير عبد الغني الجمسي، وزير الدفاع المصري.
- 2006 - أبو مصعب الزرقاوي، قائد تنظيم قاعدة الجهاد في بلاد الرافدين أردني.
- 2008 - مصطفى خليل، رئيس وزراء مصر.
- 2010 - وهبي البوري، سياسي وأديب ومؤرخ ليبي.
- 2011 - وليد غلمية، موسيقي لبناني.
- 2012 -
  - عبد حمود، عسكري عراقي.
  - علاء سعد، مغني عراقي.
- 2022 - يوسف محمد البلوشي، مطرب شعبي كويتي.

## أعياد ومناسبات
- يوم العلم في البيرو.
- عيد الاستقلال في النرويج.[2]
- أول يوم من تكريم فستا في الإمبراطورية الرومانية.

## وصلات خارجية
- وكالة الأنباء القطريَّة: حدث في مثل هذا اليوم.
- النيويورك تايمز: حدث في مثل هذا اليوم.
- BBC: حدث في مثل هذا اليوم.